# Anders Bouvin
Sven Anders Bouvin, född i juli 1958, är en svensk företagsledare och tidigare koncernchef för Svenska Handelsbanken.

## Biografi
Bouvin föddes i dåvarande Sydrhodesia, där hans far var svensk honorärkonsul och chef för en asbestgruva. År 1968 flyttade familjen tillbaka till Sverige, där de bosatte sig i Malmö.
Bouvin studerade vid Lunds universitet och tillbringade två år i Frankrike, där han studerade vid Sorbonneuniversitetet och vid universitetet i Montpellier. År 1985 anställdes han vid Handelsbanken. År 2002 blev Bouvin vice VD i banken och den 16 augusti 2016 efterträdde han Frank Vang-Jensen som VD och koncernchef. Han kom närmast från posten som ansvarig för Handelsbanken i Storbritannien och hade tidigare varit kontorschef i New York och landschef för Handelsbanken i Danmark.